# Tommy Aaron
Thomas Dean "Tommy" Aaron, född den 22 februari 1937 i Gainesville i Georgia, är en amerikansk professionell golfspelare som blev mest känd efter att ha vunnit The Masters Tournament 1973.
Aaron började att spela golf vid tolv års ålder och vann två tävlingar i Georgia State Amateur, två i Southeastern Amateur och två Georgia Open i slutet av 1950-talet trots att han inte hade någon golfbana i sin hemstad. Han var medlem i 1959 års amerikanska Walker Cup-lag. 
Han blev professionell 1960 och hans första proffsseger kom i 1969 års Canadian Open vilket på den tiden inte var en tävling som räknades till PGA-touren. Året efter vann han sin första PGA-tävling i Atlanta Classic och 1972 vann han Trophée Lancôme i Frankrike. Aarons bästa år räknat i pengar var 1972 när han slutade på en nionde plats på Order of Merit på PGA-touren.
Aaron vann The Masters Tournament 1973, vilket blev hans enda majorseger. Han slutade bland de tio bästa i The Masters 1967, 1968 och 1970 samt i PGA Championship 1965 och 1972. 2000 klarade han vid 63 års ålder cutten i The Masters och slog därmed Gary Players rekord.
Aaron spelade för USA i Ryder Cup 1969 och 1973 men vann bara en match, delade en och förlorade fyra.
På 1980- och 1990-talet spelade Aaron på Senior PGA Tour där han vann 3 646 302 dollar. 1992 Kaanapali Classic blev hans sista seger på den touren där han vann fem tävlingar.